# Pycnogonum (Retroviger) musaicum
Pycnogonum (Retroviger) musaicum is een zeespin uit de familie Pycnogonidae. De soort behoort tot het geslacht Pycnogonum. Pycnogonum (Retroviger) musaicum werd in 1994 voor het eerst wetenschappelijk beschreven door Stock. 